# 悪の花園
『悪の花園』（あくのはなぞの、原題：Garden of Evil）は、1954年に公開されたアメリカ合衆国の映画。監督はヘンリー・ハサウェイ、音楽はバーナード・ハーマンが担当した。

## ストーリー
カリフォルニアに向かっていたフッカーとフィスク、デイリーの3人は、手違いでメキシコのミゲルという町に到着する。3人が酒場で酒を飲んでいると、リア・フラーという女性が来る。彼女は落盤事故で夫が閉じ込められ、助けてくれたら謝礼を払うという。メキシコ人のヴィセンテを含めた4人は、1人2000ドルの謝礼が出ると聞き助けに行くことにした。
危険な道を通り鉱山に向かっていた一行は途中、破壊された村を見つけそこで野営することにする。そこには、アパッチ族がいた痕跡が残っていた。一行が向かっている金鉱は火山の噴火で埋まっていることをリアから聞かされる。鉱山に到着した彼らは、リアの夫ジョンを助け出し、小屋に連れて行き手当をした。しかし、先住民が山に向かってきていることを知った一行は、出発の準備をする。リアは、残って先住民をひきつけるというが、フッカーは彼女を連れて行く。先住民から逃げている途中、デイリーはジョンと口論する。その後デイリーは、ジョンを馬に乗せて逃がしてしまう。直後、デイリーは後ろから先住民に矢で撃たれ死亡する。ジョンを探していた一行は、矢で撃たれ十字架に逆さに吊るされた彼の遺体を見つける。一行は彼を埋葬し、フッカーはリアを慰める。
次の日、一行は先住民の攻撃を受け、ヴィセンテが殺されてしまう。残った3人は、先住民に反撃しながら逃げ続ける。先住民を狙える場所を見つけたフッカーは、1人で残るといいフィスクとリアを行かせようとするが、フィスクが賭けでどちらが残るか決めるといい、結果はフィスクが残ることになった。フッカーは、フィスクがイカサマをしたことを知っており、リアを安全な場所に連れて行ったあと彼のもとに戻った。フィスクは先住民の多くを倒していたが、彼は先住民に撃たれ瀕死の状態であった。彼は、フッカーにリアと一緒に故郷に帰るように言うと息を引き取った。フッカーは彼と別れ、夕日の中リアと共に帰路に就く。

## キャスト
| 役名                   | 俳優                               | 日本語吹き替え | 日本語吹き替え |
| 役名                   | 俳優                               | NET版          | テレビ朝日版   |
| ---------------------- | ---------------------------------- | -------------- | -------------- |
| フッカー               | ゲイリー・クーパー                 | 黒沢良         | 黒沢良         |
| リア・フラー           | スーザン・ヘイワード               | 三条美紀       | 来宮良子       |
| フィスク               | リチャード・ウィドマーク           | 大塚周夫       | 大塚周夫       |
| ジョン・フラー         | ヒュー・マーロウ                   | 大木民夫       |                |
| ルーク・デイリー       | キャメロン・ミッチェル             | 中田浩二       |                |
| ヴィセンテ・マダリアガ | ヴィクター・マニュエル・メンドーザ |                |                |
| 酒場の歌手             | リタ・モレノ                       |                |                |

- NET版：初回放送1969年10月12日『日曜洋画劇場』※放映タイトル『黄金の脱出』。
- テレビ朝日版：初回放送1978年11月19日『日曜洋画劇場』

## スタッフ
- 監督：ヘンリー・ハサウェイ
- 製作：チャールズ・ブラケット
- 脚本：フランク・フェントン
- 原案：フレッド・フリーバーガー、ウィリアム・タンバーグ
- 撮影：ミルトン・R・クラスナー、ホルヘ・スタール・Jr
- 音楽：バーナード・ハーマン
- 編集：ジェームズ・B・クラーク